# Елгавская епархия
Елгавская епархия (лат. Dioecesis Ielgavensis, латыш. Jelgavas diecēze) — епархия Римско-Католической церкви c центром в городе Елгава, Латвия. Епархия Елгавы входит в Рижскую митрополию. Кафедральным собором епархии Елгавы является церковь Пресвятой Девы Марии.

## История
2 декабря 1995 года Римский папа Иоанн Павел II выпустил буллу Apostolicum ministerium, которой учредил Елгавскую епархию, выделив её из Лиепайской епархии.

## Ординарии епархии
- епископ Антонс Юстс (7.12.1995 — 22.07.2011);
- епископ Эдвардс Павловскис (22.07.2011 — 5.01.2025, в отставке).

## Источник
- Annuario Pontificio, Libreria Editrice Vaticana, Città del Vaticano, 2003, ISBN 88-209-7422-3
- Булла Apostolicum ministerium  (лат.)